# Zoológico de Quilpué
El Parque Zoológico de Quilpué es un zoológico mantenido por la municipalidad de Quilpué, Región de Valparaíso, Chile. 
Fue establecido en terrenos donados a la municipalidad, bajo la gestión del alcalde Fernando Márquez Espinosa, con el propósito de crear un parque para esparcimiento de la comunidad. Además de exhibir animales, cumple la tarea de educar y preservar. Este zoológico recibe animales que han sido requisados o rescatados por el servicio agrícola y ganadero de Chile (SAG). 

## Historia
Lo que en un comienzo fuera un pedazo de terreno boscoso entregado como herencia por el señor Samuel Valencia, para destinarlo como sector de recreación y esparcimiento para la ciudad de Quilpué, denominado "Fundo El Carmen", es inaugurado el 29 de diciembre de 1990 como el Parque Zoológico de Quilpué.
Este parque nace con la intención de tener un lugar al aire libre para las familias de esta comuna, para así convivir con la naturaleza y animales autóctonos.
En sus inicios, el zoológico contaba con alpacas, llamas, zorros y algunas aves chilenas, al poco tiempo de su fundación se va consolidando gracias al Municipio, quien fomenta el crecimiento y desarrollo del parque, adquiriendo nuevas especies chilenas como de otras partes del mundo.
Luego de denuncias por maltrato animal de parte de distintas fundaciones locales de la Región de Valparaíso, y con el apoyo del municipio de Quilpué, este zoológico busca convertirse en un santuario o centro de rescate de animales.
A partir del viernes 28 de enero del 2022, el parque solamente recibirá 2 grupos de visitantes al día acompañados con guías especializados en el cuidado animal, en un tour con duración de 45 minutos, para seguir educando a la gente y así evitar el estrés de los animales.

## Especies
Sobre las 130 especies (más de 700 ejemplares) conforman la colección del parque. Entre ellas:

### Mamíferos
- León
- Tigre de bengala
- Puma
- Guanaco
- Llama
- Vicuña
- Alpaca
- Mono caí
- Mono ardilla
- Mono orejas de algodón
- Papion sagrado
- Mono araña
- Cabra de Juan Fernández
- Lobo marino sudamericano
- Chinchilla de cola corta
- Cuy
- Quique
- Zorro culpeo
- Oso pardo
- Puercoespín africano
- Hurón
- Erizo pigmeo africano
- Canguro gris occidental
- Ciervo dama
- Gacela de Thomson
- Kinkaju
- Muflón común
- Oveja de Somalia
- Jineta

### Aves
- Cóndor andino
- Guacamayo escarlata
- Cata australiana
- Tórtola torcaza
- Pavo real
- Avestruz
- Flamenco chileno
- Codorniz
- Choroy
- Cacatúa ninfa
- Aguilucho
- Tucúquere
- Lechuza común
- Guacamayo azulamarillo
- Pelícano peruano
- Gaviota dominicana
- Ganso
- Emú común
- Jote de cabeza negra
- Ñandú común
- Paloma cola de abanico
- Tiuque
- Cernícalo
- Pato tarro canela
- Loro tricahue
- Perico elegante
- Faisán
- Cisne de cuello negro
- Cotorra argentina
- Cotorra cachaña
- Águila mora
- Pato maicero
- Ánade real
- Peuco
- Faisán orejudo azul
- Faisán dorado
- Faisán plateado
- faisán de Amherst
- Cotorra de Kramer
- Calancate cara roja
- Faisán venerado
- Ñandú de Darwin

### Reptiles
- Lagarto overo
- Tortuga de orejas rojas
- Iguana verde
- Tortuga terrestre argentina

### Galería de imágenes

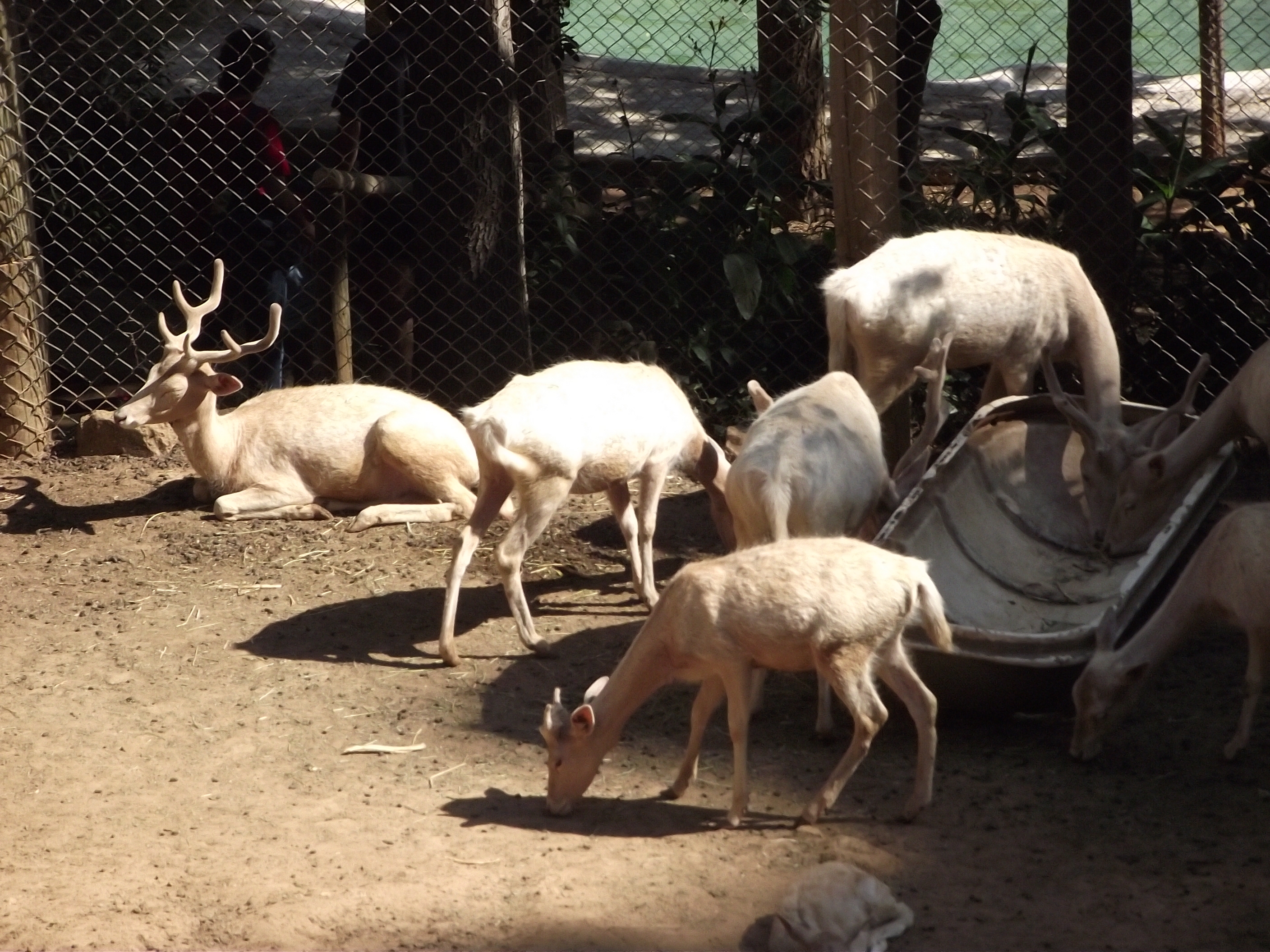
Ciervos Dama
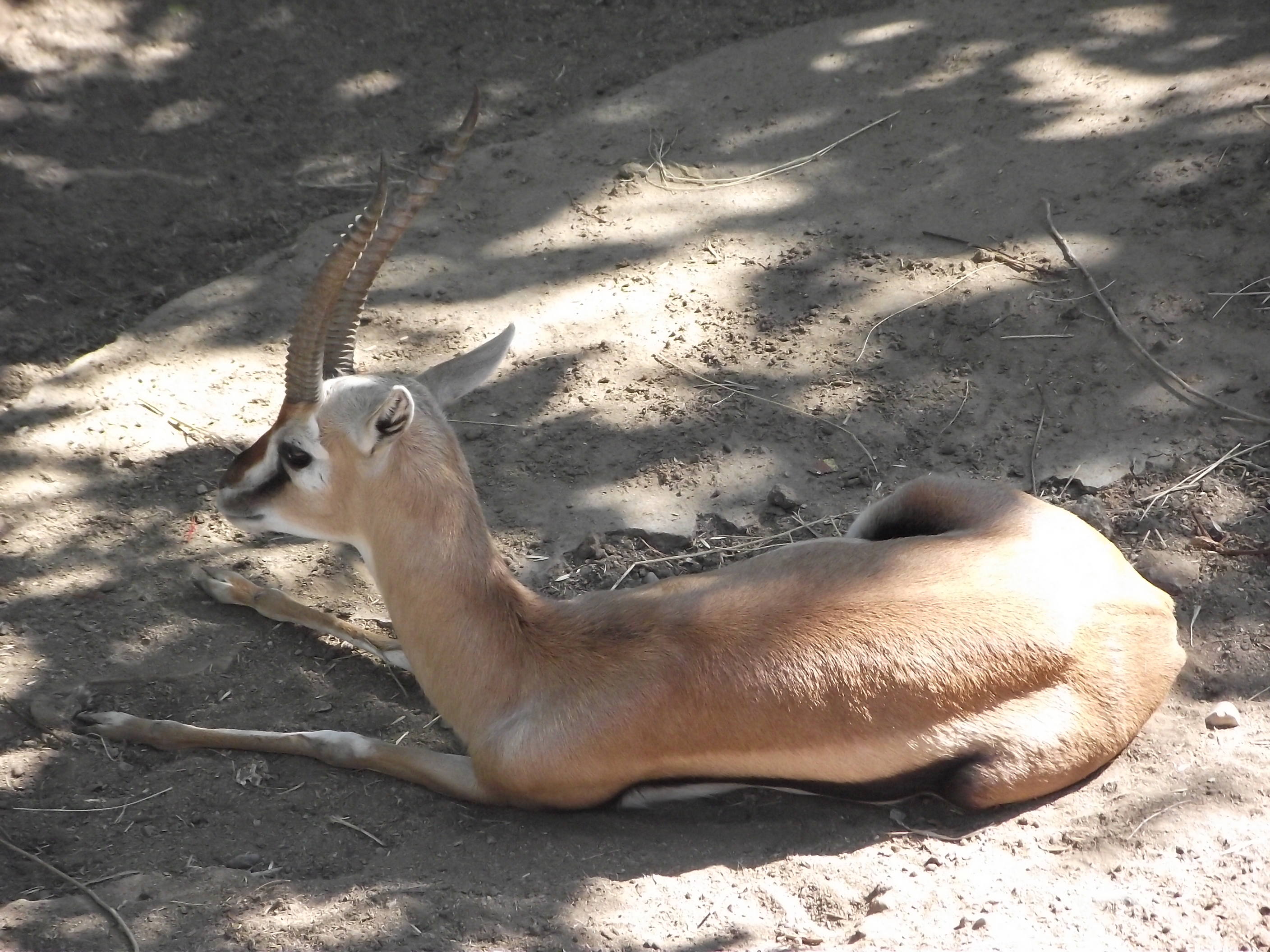
Gacela de Thomson
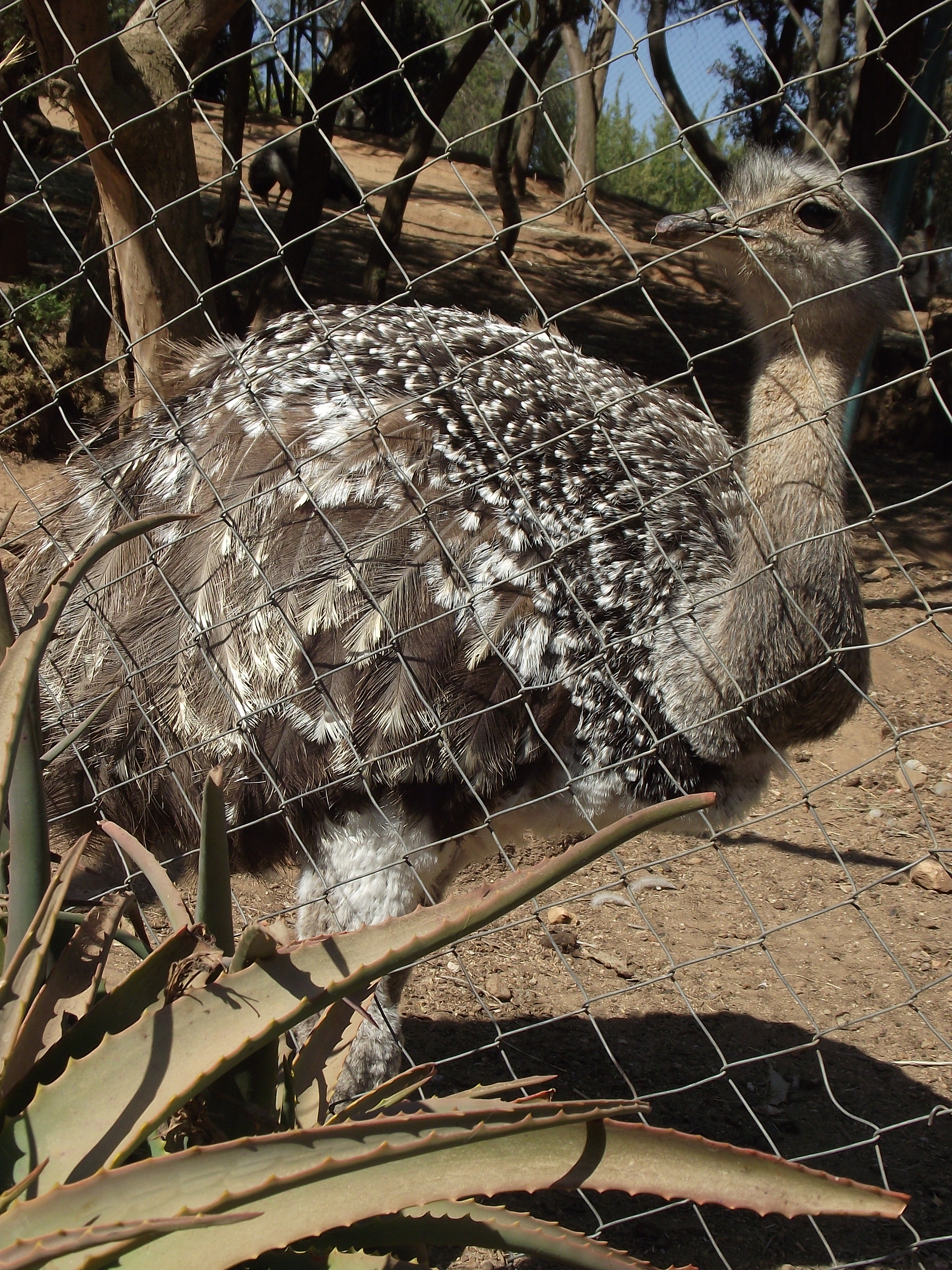
Ñandú de Darwin
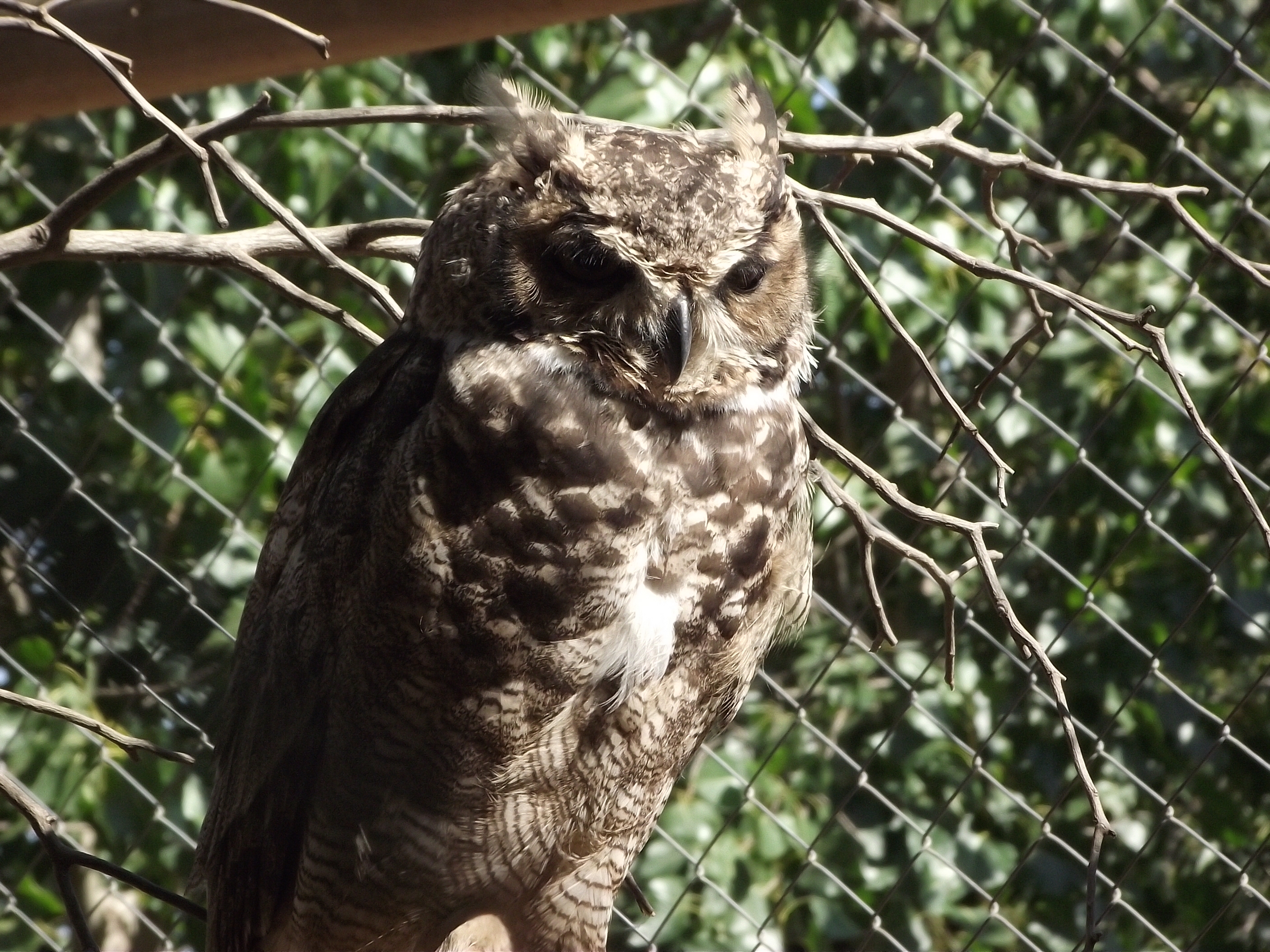
Tucúquere
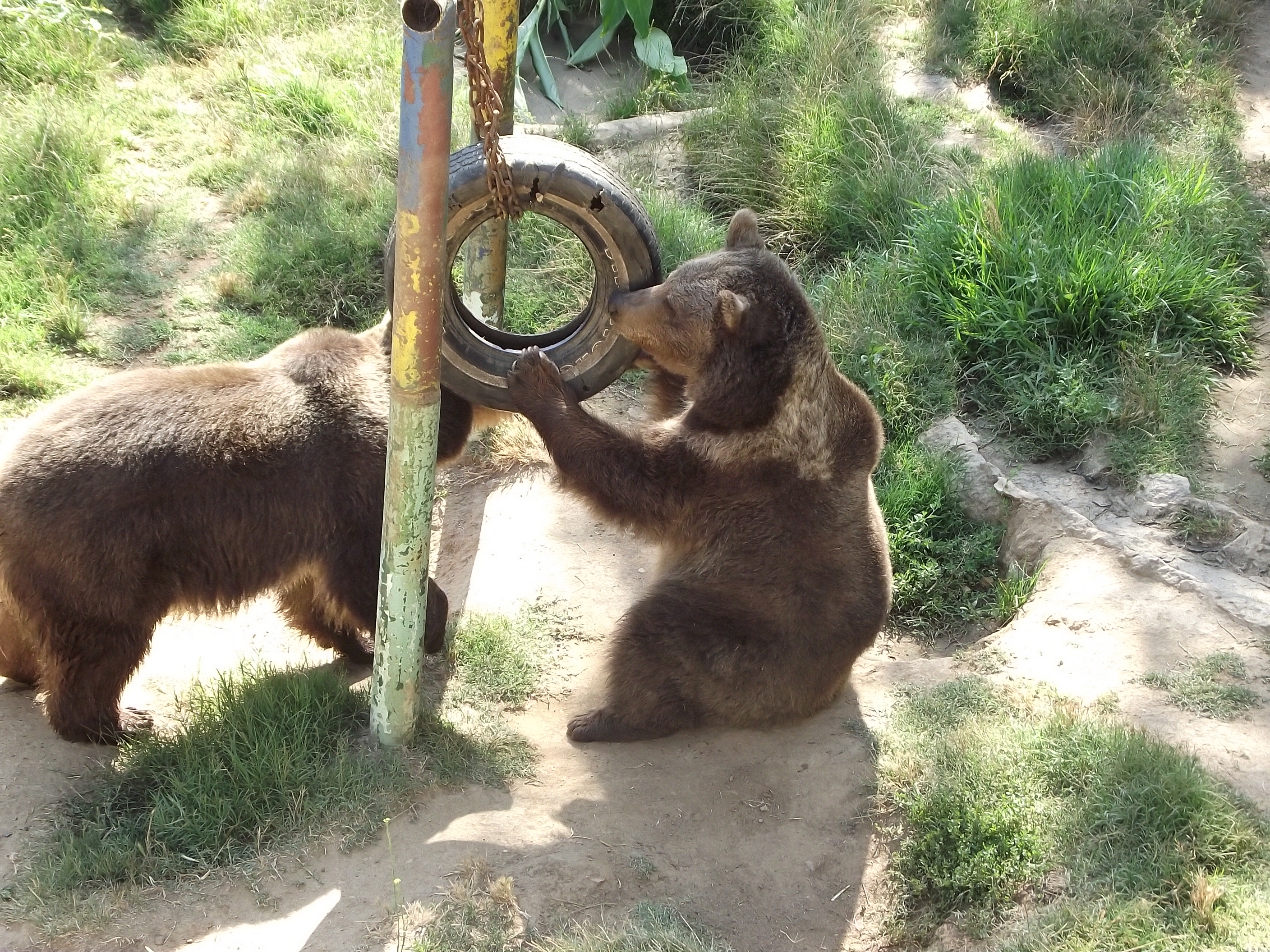
Oso pardo
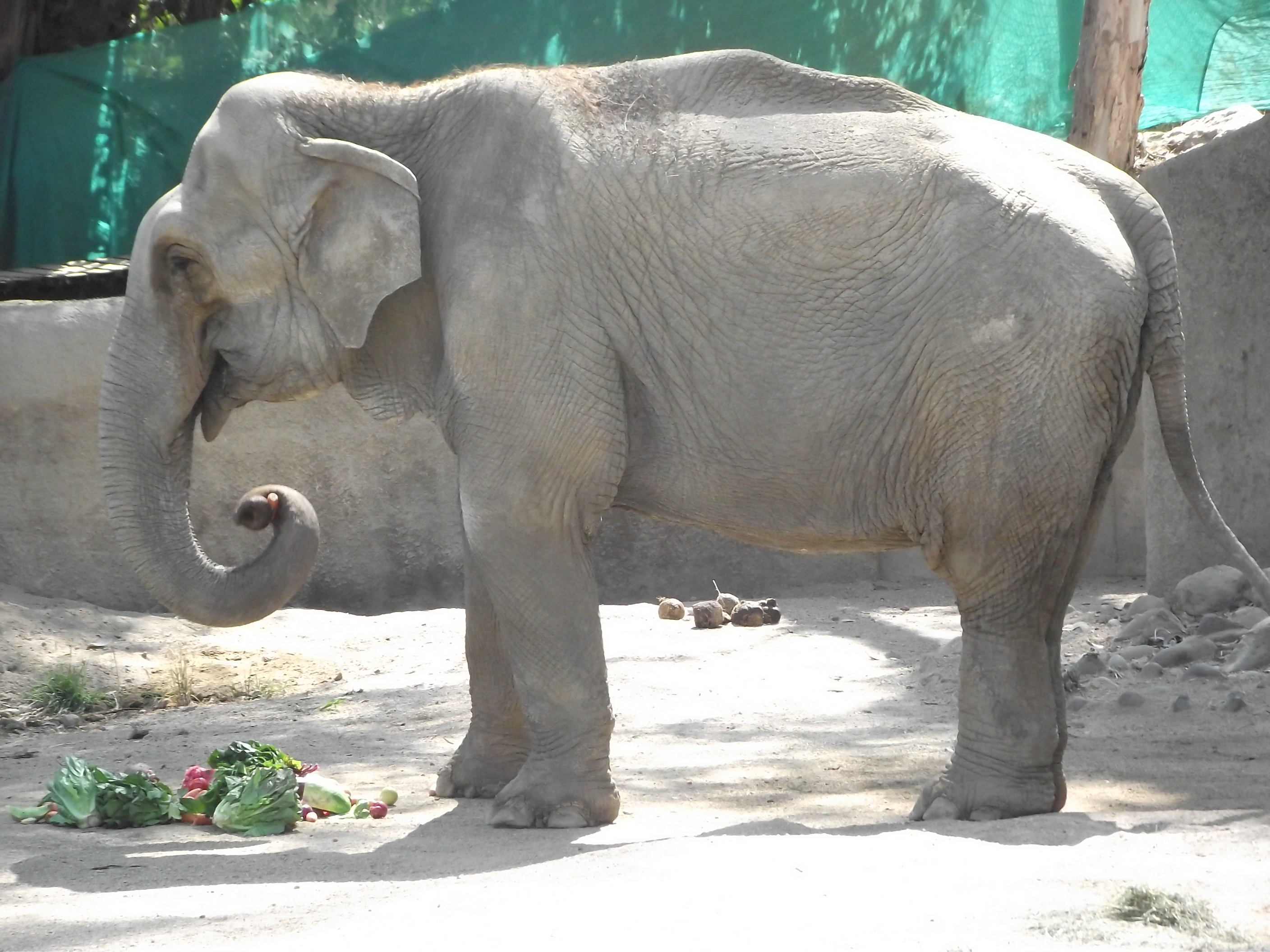
Elefante Asiático
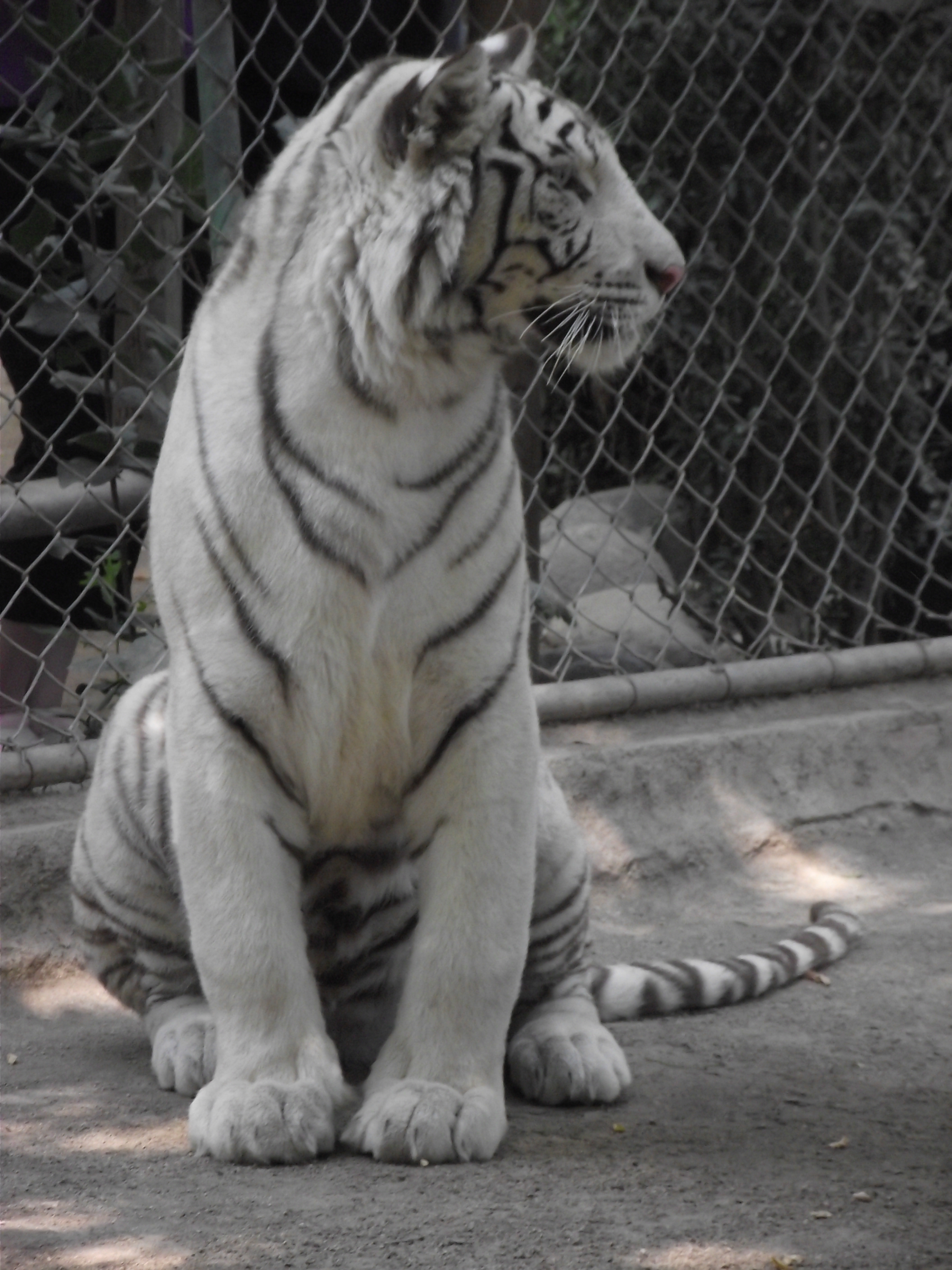
Tigre de Bengala Blanco
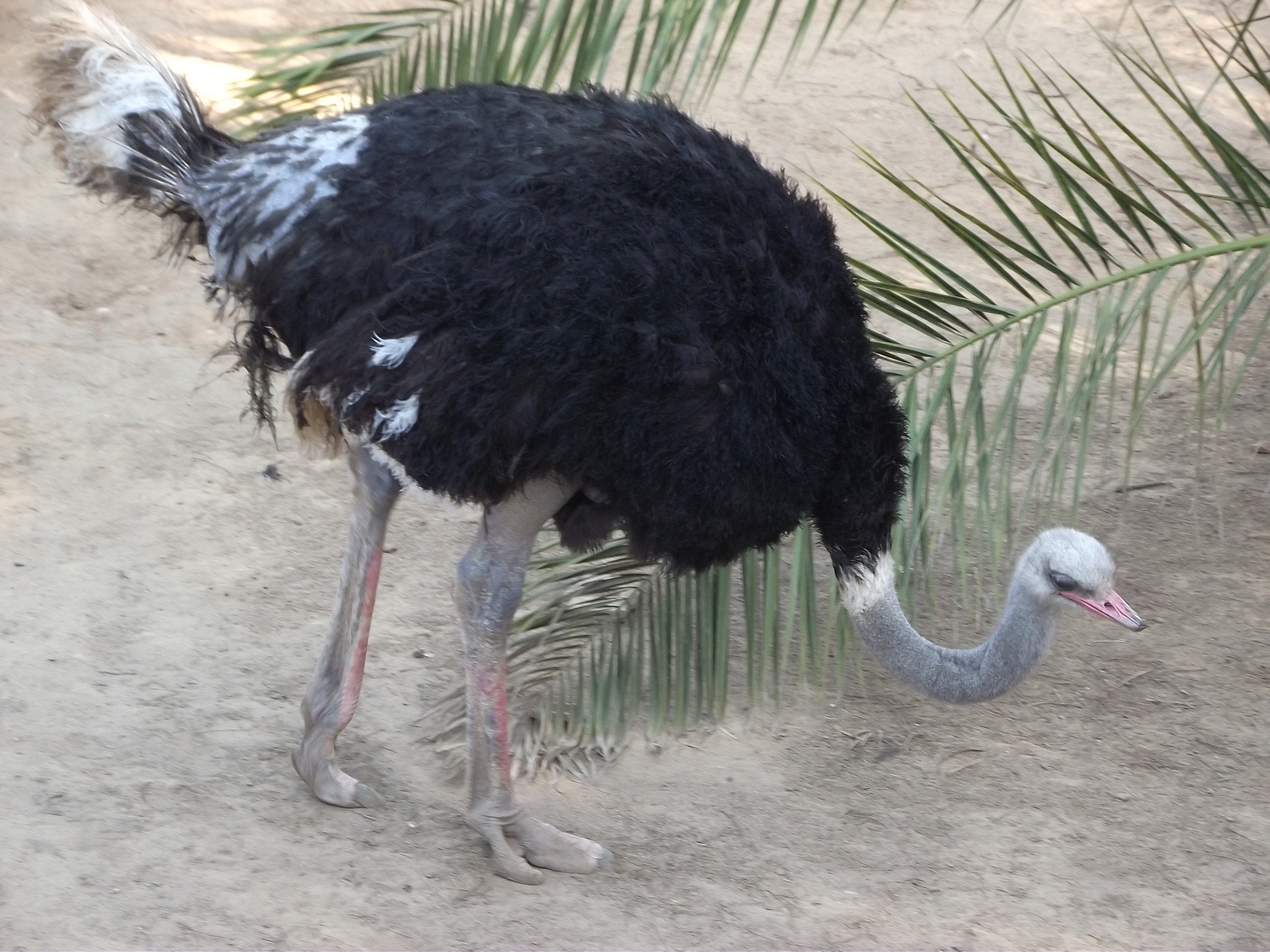
Avestrúz
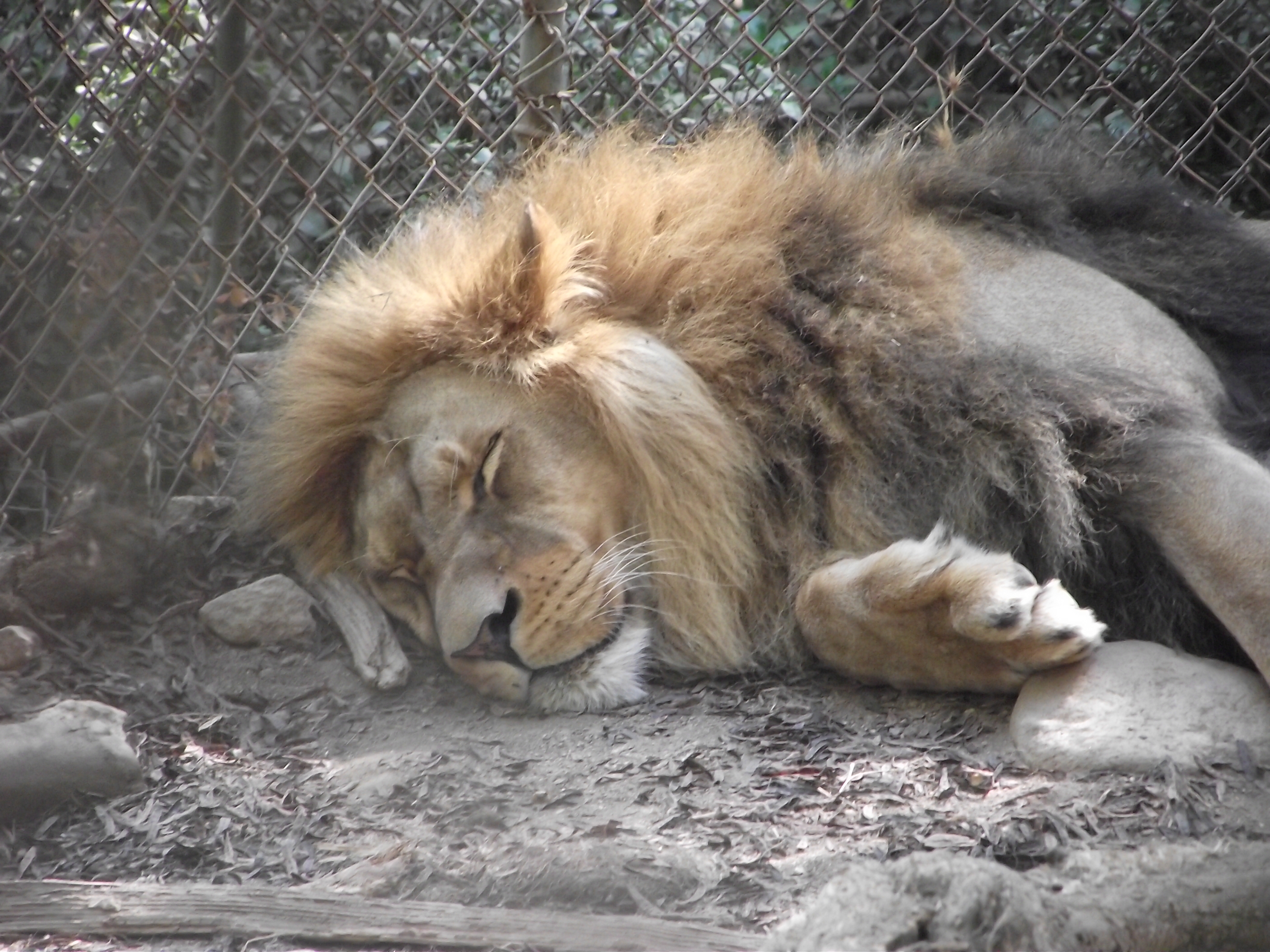
León
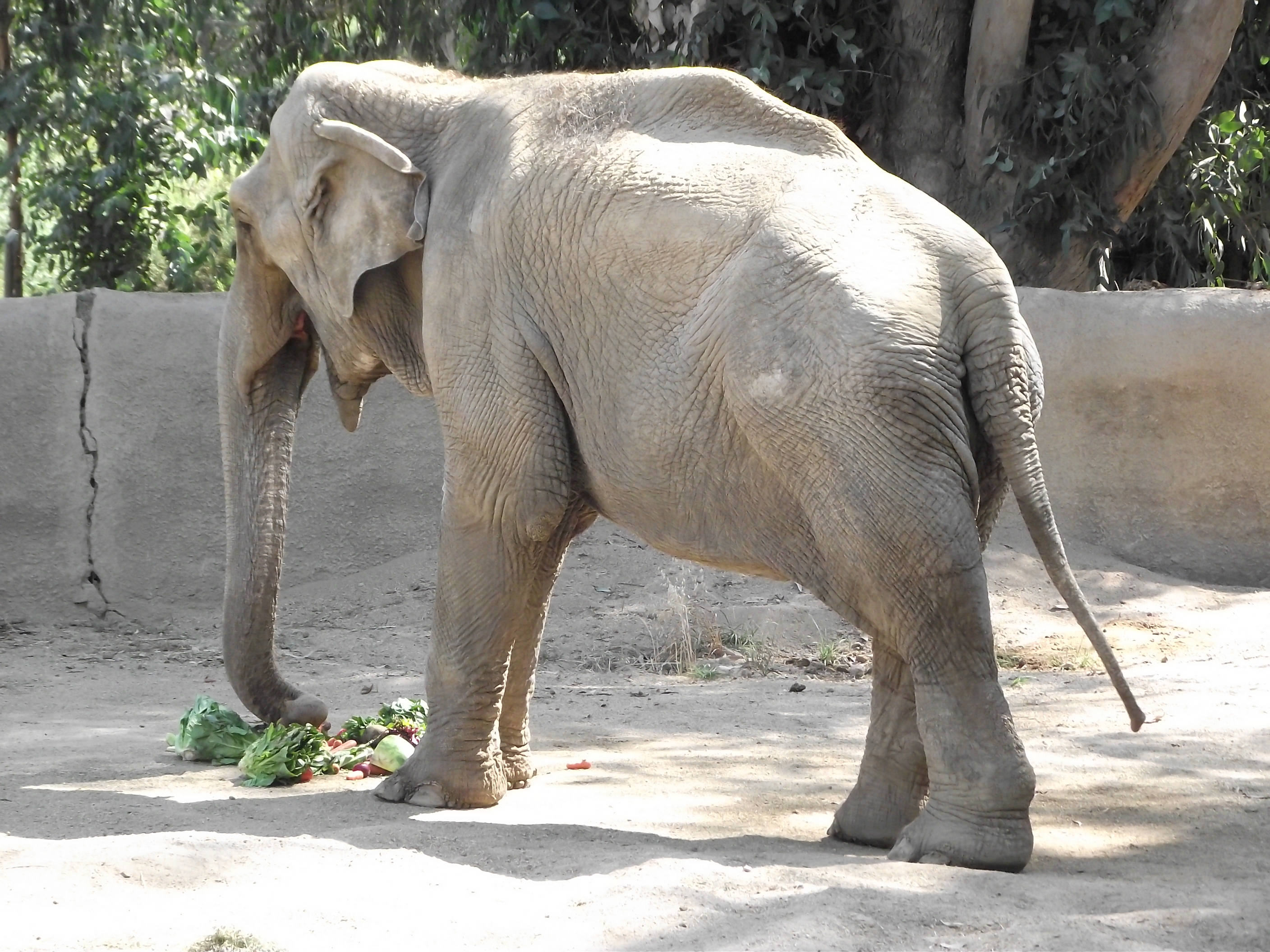
Elefante Asiático
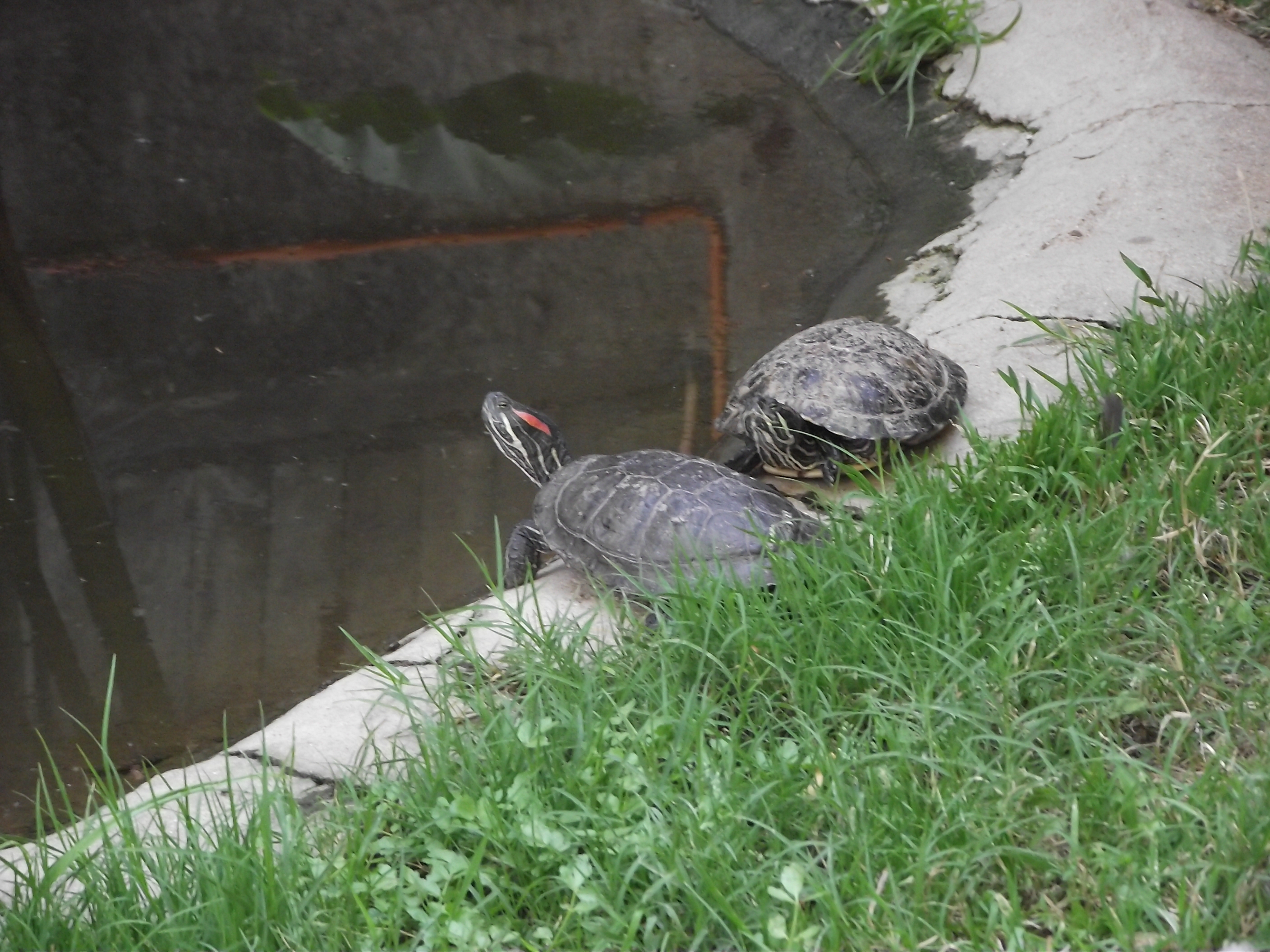
Tortugas de Orejas Rojas
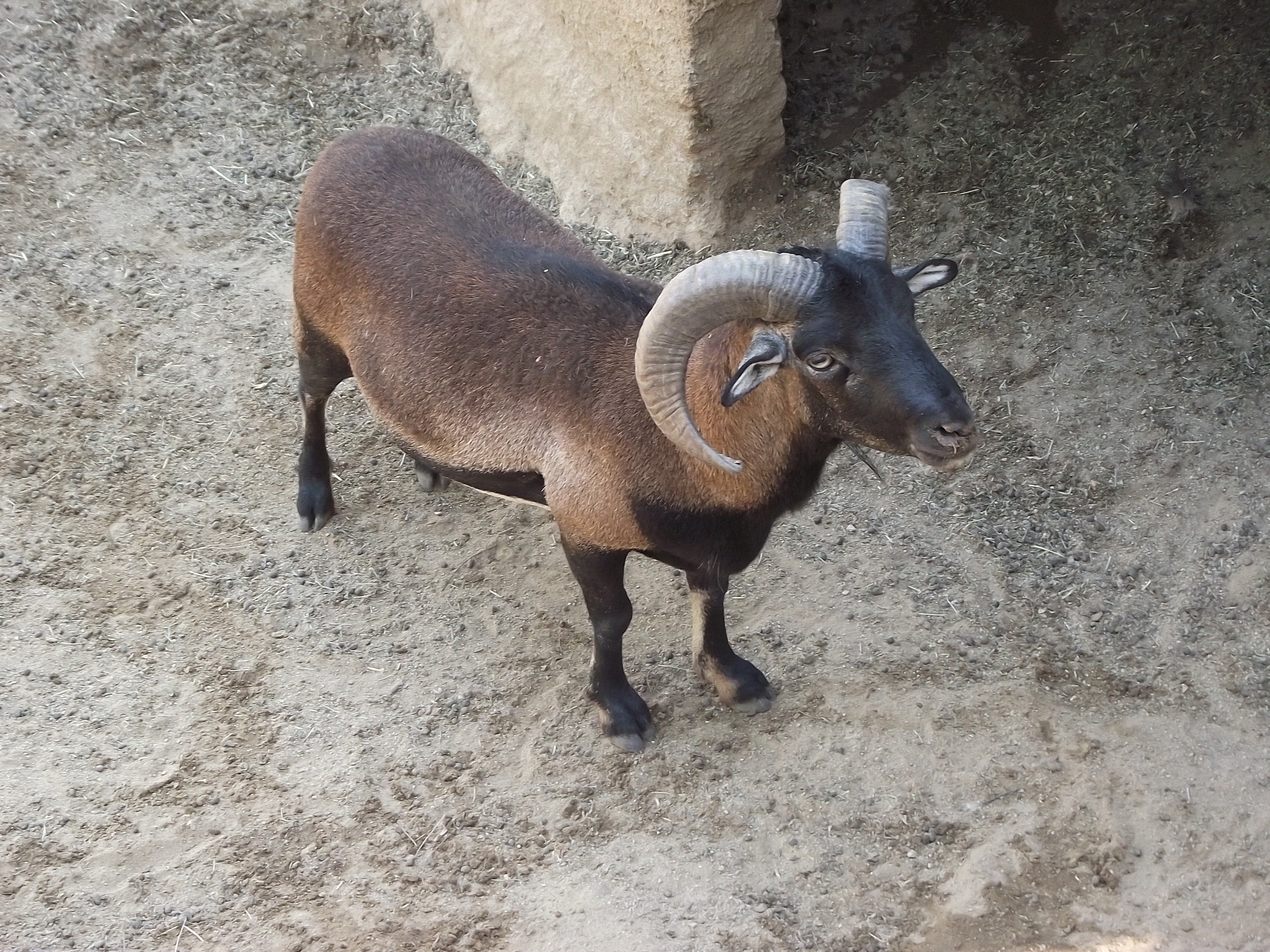
Muflón común